# Johann Friedrich Sichelbein

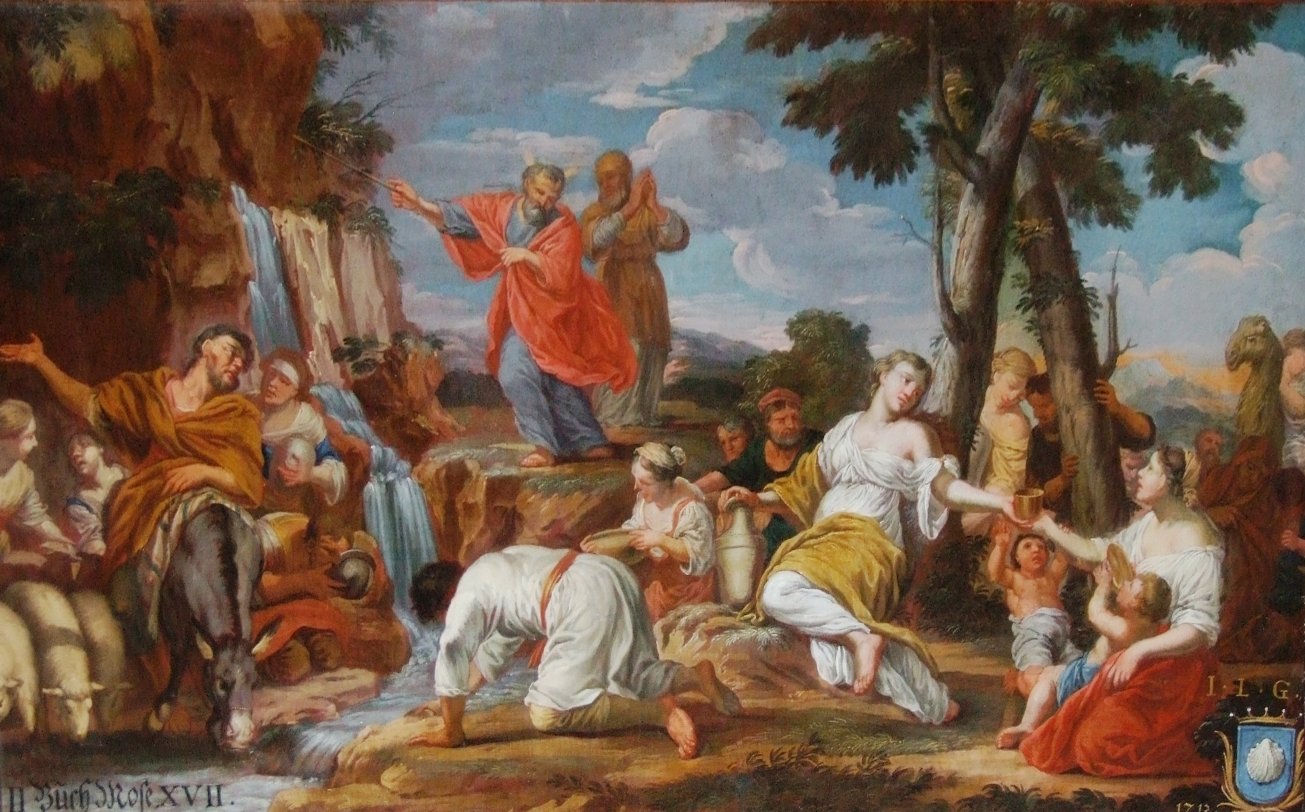
Ein Bild des Ölbildzyklus in der Frauenkirche

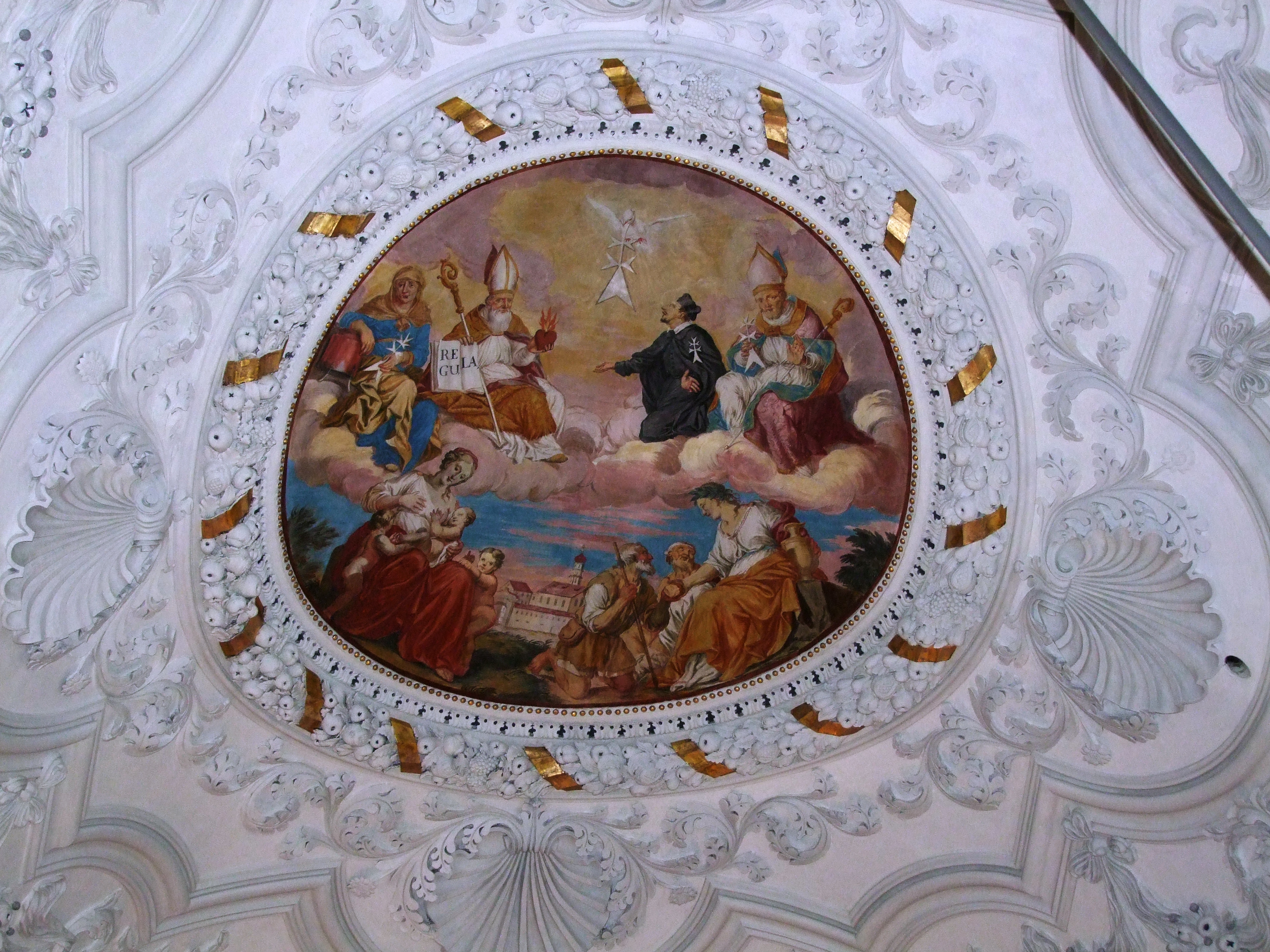
Ein Fresko Johann Friedrichs in der Kreuzherrenkirche zu Memmingen

Johann Friedrich Sichelbein (* 13. November 1648 in Memmingen; † 4. September 1719 ebenda) war ein deutscher Maler des Barocks.

## Leben
Sichelbein wurde als Sohn des Malers Johann Sichelbein (um 1625 bis 1690) im oberschwäbischen Memmingen geboren. Seine Gesellenprüfung muss er im Frühjahr 1666 abgelegt haben. Auf seiner Gesellenwanderung reiste er unter anderem nach Rom. Erst 1672 lässt sich Johann Friedrich wieder in Memmingen nachweisen. Anfangs war er vor allem für das Kloster Ottobeuren und dessen Wallfahrtskirche Eldern tätig. Seine Werkstatt befand sich in seinem Elternhaus in der Oberen Bachgasse. 1674 trat er in die Kramerzunft ein und wurde dadurch zum selbständigen Meister. Am 1. März 1675 heiratete er die gerade 20-jährige Maria Barbara Schelhorn. Wegen dieser Heirat verwarf er den Gedanken an eine Rückkehr nach Italien. Diese hatte er erwogen, da er in der protestantischen Stadt Memmingen kaum künstlerische Aufträge in den ersten Jahren seines Wirkens erhielt. Dies änderte sich erst 1677, als das Kloster Ottobeuren ihn als Künstler entdeckte. Als 1679 die Bruderschaft vom allerheiligsten Altarsakrament gegründet wurde, wurde Johann Friedrich beauftragt, einen achtteiligen Zyklus über das Hostienwunder in Benningen zu kopieren. Kurze Zeit später musste er diesen nochmals für die Riedkapelle Zum Hochwürdigen Gut kopieren. Allerdings musste er sein ganzes Leben hindurch immer wieder auch niedere Aufträge – ohne künstlerischen Inhalt – annehmen um seinen hohen Lebensstandard zu erhalten. 1677 bis 1695 arbeitete er immer wieder an den Bildstöcken der Wallfahrtskirche Eldern im Auftrag des Klosters Ottobeuren. Von da an konnte er häufig Aufträge des Klosters Ottobeuren an sich ziehen, später kamen auch Aufträge des Kreuzherrenklosters, der Kartause Buxheim, des Benediktinerklosters Ochsenhausen sowie der Stadt Memmingen hinzu. Johann Friedrich war bis zu seinem Todestag am 4. September 1719 künstlerisch tätig. Der kinderlos Gestorbene wurde am 6. September 1719 auf dem Friedhof vor den Toren der Stadt beerdigt. Damit ging eine über 400 Jahre andauernde Tradition der Memminger Schule zu Ende. Seine Frau führte den Betrieb noch drei Jahre weiter, bevor sie den Nachlass über eine Lotterie verkaufte.

## Johann Friedrich in der Literatur
Sichelbein wurde in der älteren Literatur und in früheren Künstlerlexika unter diversen Bezeichnungen geführt. Durch einen Forschungsfehler (Geburtsdatum der Frau) gab es einen Johann Friedrich II. in dem Allgemeinen Lexikon der Bildenden Künstler von der Antike bis zur Gegenwart. Ebenso kennt das Lexikon einen Johann Friedrich III., und einen Johann Friedrich ohne nähere Angaben. Auch für diese Fehler verantwortlich zeigte sich die Publikation Lebensbeschreibungen einiger des Andenkens würdiger Männer von Memmingen, in welcher grundlegende Fehler gemacht worden waren. Erst Günther Bayer hat mit seinem Buch Die Malerfamilie Sichelbein hier für Entwirrung und Klarstellung gesorgt.

## Werke

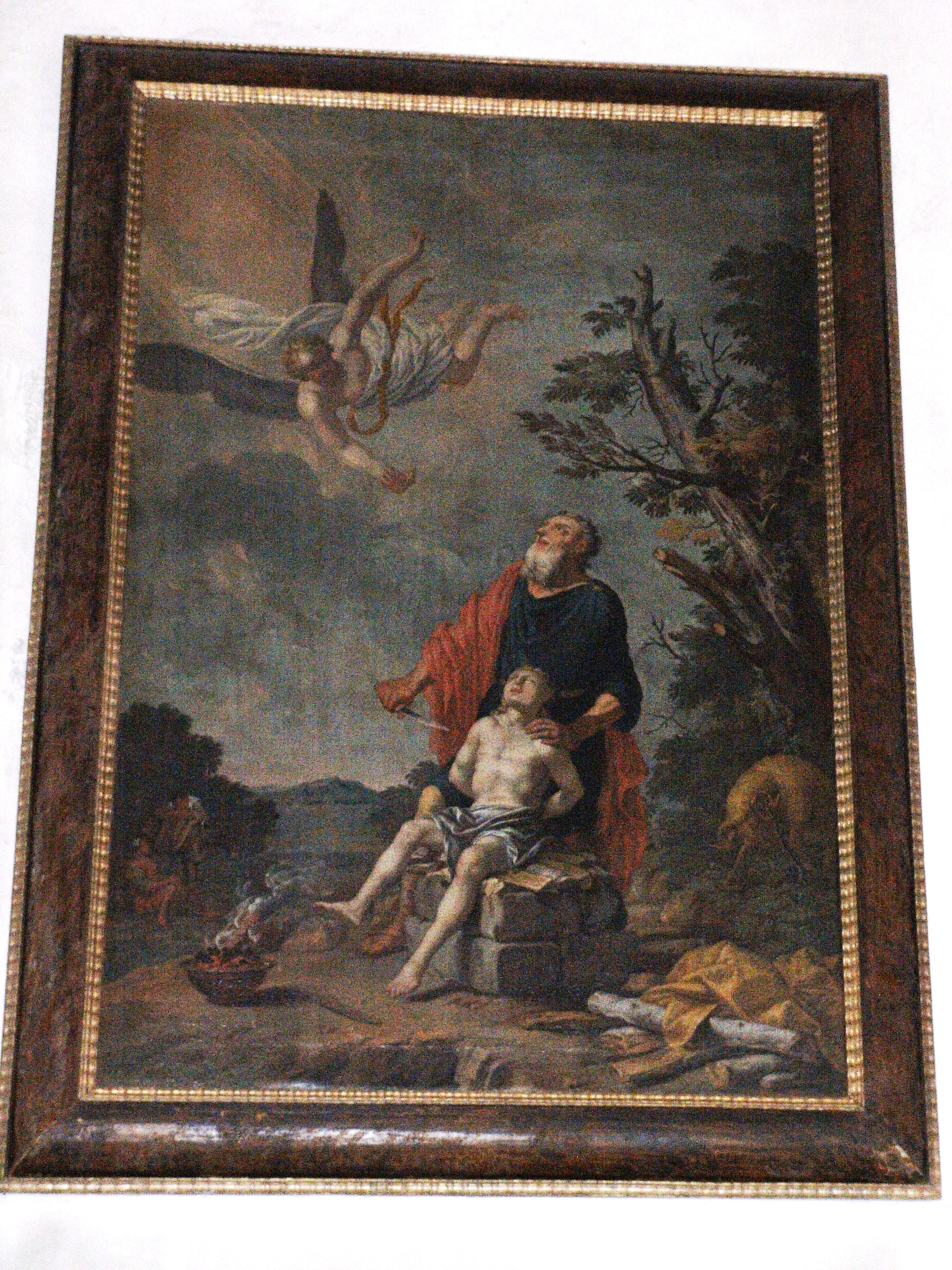
Die Opferung Isaaks in der Buxacher Kirche

Sichelbeins Werke stehen meist noch an den dafür vorgesehenen Plätzen in den Kirchen. Die Aufträge der katholischen Klöster und Kirchen der Umgebung von Memmingen dominieren das Œuvre des protestantischen Künstlers. Erst 26 Jahre nach der Rückkehr von seiner Wanderschaft wurden bei Sichelbein die ersten Bilder für die protestantischen Kirchen seiner Heimatstadt Memmingen in Auftrag gegeben. Mythologische Szenen und andere weltliche Bilder sind von ihm nicht überliefert.
Auswahl seiner Werke:
- In der Pfarrkirche St. Peter und Paul in Benningen
  - Schlüsselübergabe an Petrus, 1680
  - Marä Himmelfahrt, 1680
  - Sturz des Saulus, 1680
  - Heilige Sippe, 1680
  - Kreuzigung Christi, 1680
- In der Riedkapelle in Benningen
  - Achtteiliger Zyklus des Benninger Hostienwunders, 1696
  - 15 Prozessionsstangen (beidseitig bemalt) der Bruderschaft zum allerheiligsten Altarsakrament, um 1680
- Pfarrkirche St. Martin in Boos
  - Schutzengel geleitet ein Kind, 1713

- Dreieinigkeitskirche in Buxach
  - Opferung Isaaks, 1710
  - Gang nach Emmaus, 1710
  - Emporenbrüstung, 1710
- Kartause Buxheim, diverse Bilder, darunter
  - Anbetung der Hirten, 1692
  - Kreuzigung Christi, 1692/93
  - Verschiedene Heilige, 1710–1713
- Zur Schmerzhaften Muttergottes (Illerbachen)
  - Altarbild des St. Josephsaltars, 1688[5][6]
  - Das Martyrium des Heiligen Sebastian[7]
- Heilig-Kreuz-Kapelle in Bonlanden
  - St. Johann Nepomuk (mit Spitalmeister Sigismund Teufel vom Kreuzherrenkloster Memmingen)[8]
- Pfarrkirche St. Martin in Tannheim
  - Altarblätter für die Altäre der Erstausstattung, 1707, (nicht erhalten)[9]